# Eve Lambert

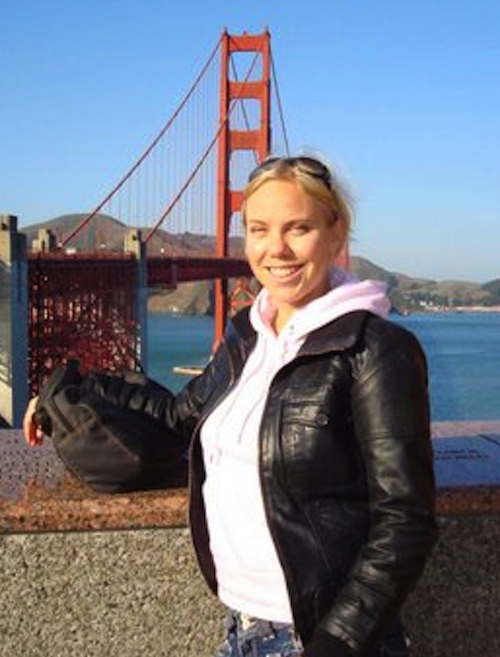
Eve Lambert

Eve Lambert (* 7. Dezember 1979 in Sorengo als Jenny Dorothea Horst) ist eine deutsche Schriftstellerin.

## Biografie
Eve Lambert verbrachte ihre Kindheit und Jugend in Italien, Deutschland und Großbritannien. 1999 machte sie ihr Abitur am Helene-Lange-Gymnasium in Hamburg. Anschließend studierte sie Romanistik und Geschichte an der Universität Hamburg und der Universita degli Studi Roma III in Rom. Seit 2006 arbeitet sie als Gästeführerin und Übersetzerin in den Sprachen Englisch, Französisch und Italienisch. Im Jahr 2010 stand sie zum ersten Mal als Poetry Slammerin auf der Bühne. Unter den Pseudonymen Dasha G. Logan und Runnah von Spielfeldt veröffentlichte sie in den Jahren 2012 bis 2019 diverse romantische Komödien in deutscher und englischer Sprache. Seit 2019 erscheint ihre Krimi-Reihe um die glamouröse Privatdetektivin Jackie Dupont im Penguin Verlag.

## Bücher
Als Eve Lambert
- Die Tote mit dem Diamantcollier. München 2019, ISBN 978-3-641-23076-0
- Mord beim Diamantendinner. München 2020, ISBN 978-3-328-10536-7
- Tod am Canal Grande. München 2021, ISBN 978-3-328-10740-8

Als Dasha G. Logan
- Billionaire on Board. CreateSpace Independent Publishing, 2014, ISBN 978-1-4953-3206-7
- Green Tea Won't Help You Now. CreateSpace Independent Publishing, 2014, ISBN 978-1-4995-4407-7
- He Plays With Fire. Create Space Independent Publishing, 2016, ISBN 978-1-5190-5167-7

Als Runnah von Spielfeldt
- An Apple Pie For A Duke. Hamburg 2012 (E-Book)
- Red Wine For Miss Parker. Hamburg 2012 (E-Book)
- Two Pistols For Clara. Hamburg 2013 (E-Book)
- Oh Nell or The Lives And Loves Of Mr. Wimple, Basset Esq. Hamburg 2015 (E-Book)
- Blondinen Bitte Anleinen! Hamburg 2016, ISBN 978-3-7345-3911-4
- Ein Herz für Blondinen. Hamburg 2016, ISBN  978-1-5390-6420-6
- Ausgerechnet Blondinen. Hamburg 2017, ISBN 978-1-9733-0785-3

Als Jenny Dorothea Horst
- Greatest Hits - Poetry Slam Texte & Weltraummüll feat. Trash, Pop n Poetry. Das satirische Meisterwerk. Frankfurt am Main 2010, ISBN  978-3-9813147-4-8